# 伯邑考

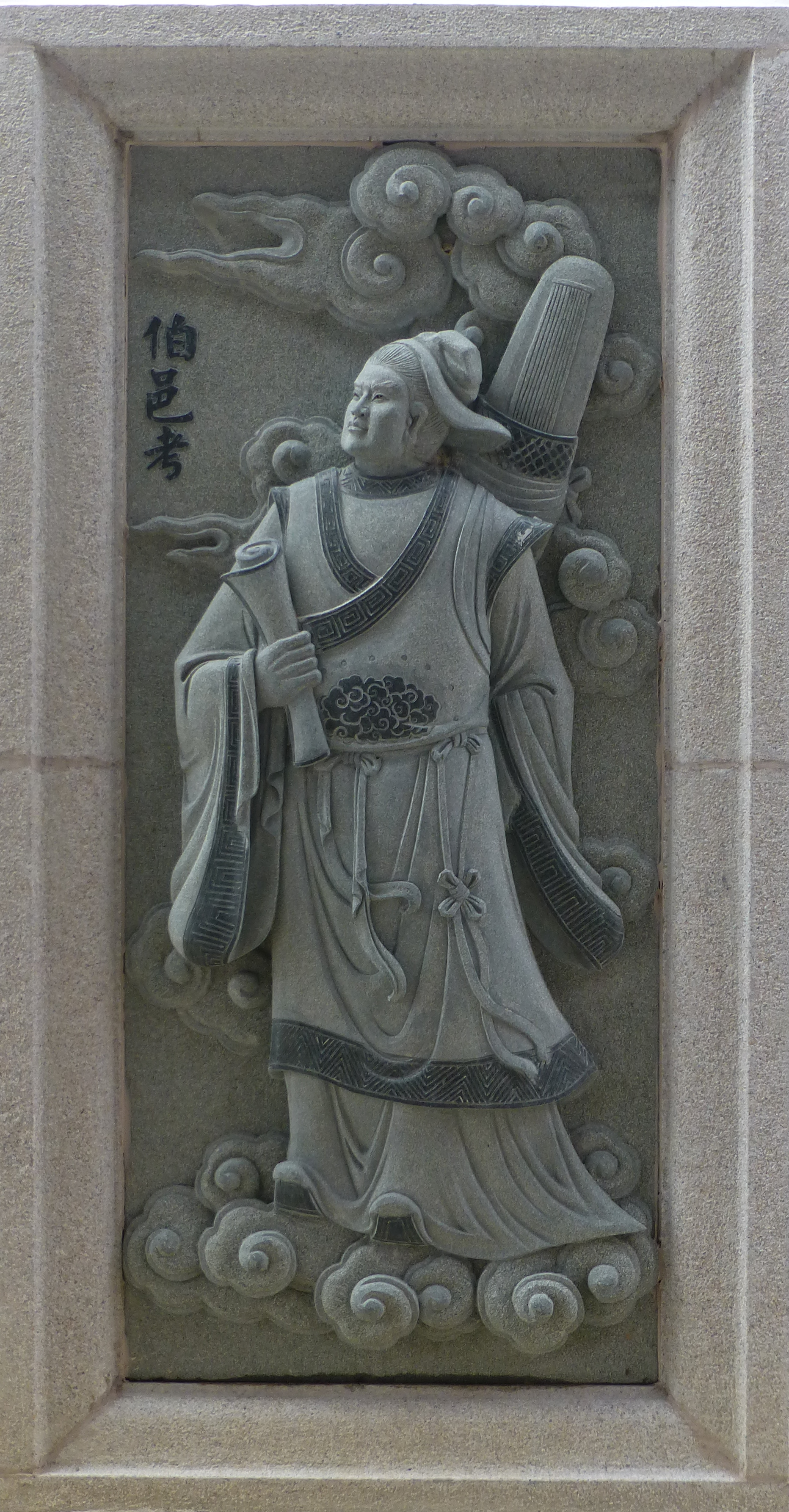
伯邑考

伯邑考（はくゆうこう）は、周の王族。文王の長男。武王の同母兄にあたる。

## 略歴
文王と太姒の間の長男として生まれた。『毛詩正義』が引く『大戴礼記』によると、文王が13歳のときに伯邑考が生まれたと伝わる。 
『史記』管蔡世家によると、文王の次男の武王と四男の周公旦が優れており、文王に協力して補佐したため、文王は伯邑考をさしおいて武王を太子としたと伝える。武王が周王として即位したときには、伯邑考はすでに亡くなっていた。その子孫はどこの領地に封ぜられたか不明であると記されている。
『礼記』檀弓にも、文王が伯邑考を捨てて武王を立てたと伝える。
『史記正義』が引く『帝王世紀』によると、文王が殷の紂王によって羑里に捕らわれたとき、伯邑考は殷の人質であった。紂王は伯邑考を煮て羹（肉汁）にし、文王に賜わった。紂王は「聖人ならその子の羹を食わないだろう」と言った。文王は羹を食べた。紂王は「誰が西伯（文王）を聖人などと言ったのだ？その子の羹を食べてなお気づかないではないか」と言った。

## 創作・伝承
『群書考索古今事文玉屑』によると、周の文王は紂王によって羑里に七年間囚われていた。その子である伯邑考が父を訪ねて行き、紂王と囲碁を打ったが態度が無礼であった。紂王は伯邑考を殺して醢とし、文王に送って全て食べさせた。文王が食べ終わった後に事実を告げた。文王は号泣して食べた物を吐き出すと、すべてが野兎に変わって逃げ去った、とある。
明代の小説『封神演義』では琴の名手として描かれている。姫昌（文王）が殷の紂王に罪を問われて幽閉されたとき、父の釈放を願い財宝を持って王都の朝歌に出向いた。しかし紂王に献上した猿が愛妾の妲己を襲ったために隗肉刑に処せられ、遺体は肉餅（ハンバーグのようなもの）にされて姫昌に与えられた。姫昌は肉餅が何であるかを知っていたが、下賜を拒んだと思われることを避け、肉餅を口にした。姫昌は調理された息子を食べたことで釈放された。
姫昌が本拠地の西岐に帰還したのちに肉餅を吐き出すと、肉餅は兎になったという。